# Muzyka fikcyjna
Muzyka fikcyjna – muzyka stworzona na potrzeby utworu opisującego fikcję, występująca w narracji i skomponowana (lub odgrywana) przez jednego lub więcej bohaterów. Ma ona charakter diegetyczny.
Istotą muzyki fikcyjnej zwykle ma być przekonanie odbiorcy, że mógłby on jej doświadczyć w świecie rzeczywistym, jednakże może ona również przybierać żartobliwy i parodystyczny charakter (koncert z filmu Świat Henry’ego Orienta). Fikcyjna muzyka może mieć istotne znaczenie dla fabuły (na przykład, w filmie reżyserii Krzysztofa Kieślowskiego Trzy kolory. Niebieski, fabuła dotyczy fikcyjnego kompozytora Patrice’a de Courcy i jego muzyki). W książce The Hydrogen Sonata Iaina M. Banksa, tytułowa sonata jest wyjątkowo skomplikowanym utworem, który jest przykładem wyzwania dla praktycznie nieśmiertelnych istot w społeczeństwach post-scarcity, a także potencjalnie metaforą na interakcję zaawansowanych cywilizacji z materialną rzeczywistością.
W literaturze, opis fikcyjnej muzyki może być bardzo poetycki (zob. ekfraza). Za taki uważany jest np. opis fikcyjnej muzyki w książkach takich jak Doktor Faustus Thomasa Manna czy Mechaniczna pomarańcza Anthony’ego Burgessa.
W przypadku mediów audiowizualnych, muzyka fikcyjna może być częściowo rzeczywista. Fikcyjna muzyka w takich mediach może składać się z fragmentów słyszalnych przez widzów, sugerujących istnienie dłuższych, pełnych (i fikcyjnych) form, nie zaprezentowanych w słyszalnym dziele. Na przykład w filmie Trzy kolory. Niebieski Kieślowskiego, muzykę fikcyjnego kompozytora Patrice’a de Courcy można usłyszeć w filmie – w rzeczywistości jednak „fikcyjna muzyka” de Courcy’ego została skomponowana przez Zbigniewa Preisnera. Podobnie „fikcyjną muzykę” fikcyjnego kompozytora Van den Budenmayera można usłyszeć w innym filmie Kieślowskiego, Podwójne życie Weroniki. Tam także w rzeczywistości jest to muzyka skomponowana przez Preisnera. Podobne przykłady to m.in. Cornish Rhapsody Huberta Batha z filmu Love Story, Fantasy for Violin and Orchestra Nigela Hessa z filmu Lawendowe wzgórze, czy Magic Isle Symphony Maxa Steinera z filmu Droga do sukcesu. Niektóre kompozycje z filmów są oparte na dziełach literackich, np. fragment koncertu z filmu Świat Henry’ego Orienta, w rzeczywistości skomponowany przez Kena Laubera, oparty jest na opisie tego koncertu z powieści Nory Johnson wydanej pod tym samym tytułem. Niektóre z takich fikcyjnych, w rzeczywistości niedokończonych utworów doczekały się rzeczywistych recenzji pisanych przez krytyków muzycznych (np. kilku krytyków i dziennikarzy, w tym krytyk i kompozytor Hans Keller, napisało recenzje 9-minutowego „koncertu”, w rzeczywistości muzyki Leitha Stevensa z filmu Night Song; podobnie wielu recenzji doczekały się utwory Preisnera z filmów Kieślowskiego).
Inne znane przykłady fikcyjnej muzyki, zwykle granej przez fikcyjnych muzyków, to zespoły  Blues Brothers i Spinal Tap, które były początkowo fikcyjne, ale zyskały popularność i aktorzy odgrywający rolę fikcyjnych muzyków wystąpili później też na prawdziwych koncertach (o tym drugim, nie-do-końca fikcyjnym zespole powstał także film, Oto Spinal Tap).